# Sarkel

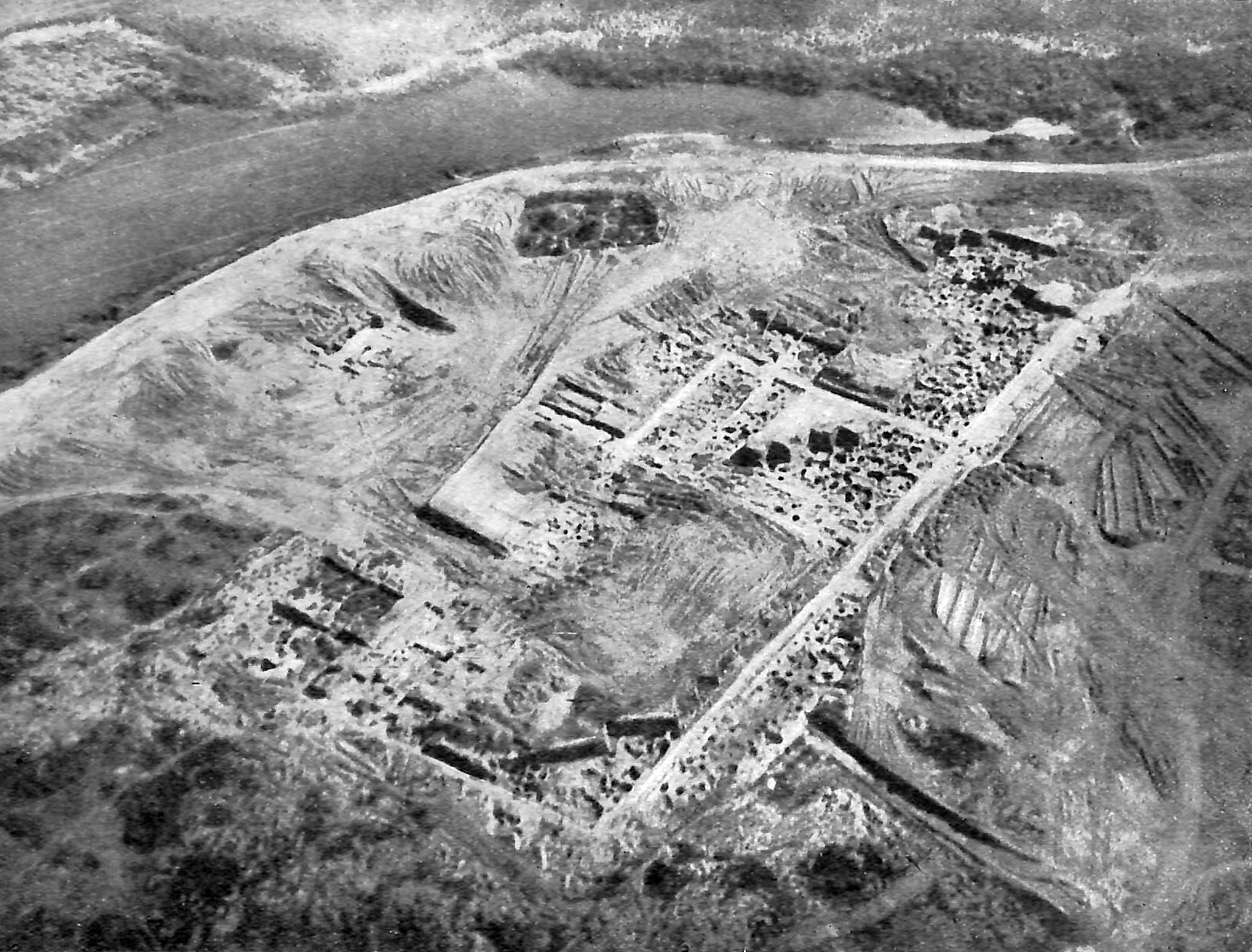
El yacimiento de la fortaleza jázara de Sarkel. Foto aérea de las excavaciones conducidas por Mijaíl Artamónov en la década de 1930.

Sarkel (o Sharkil, literalmente casa blanca en idioma jázaro, en húngaro: fehér vár; en ruso: Саркел);  fue una gran fortaleza de piedra caliza y ladrillo construida por los jázaros con ayuda del Imperio bizantino en la década de 830. Sarkel estaba situada en la orilla izquierda del bajo Don, en el actual óblast de Rostov en Rusia, actualmente bajo las aguas del embalse de Tsimliansk.

## Construcción
Sarkel fue construida para proteger la frontera noroeste del estado jázaro en el 833, cuando los jázaros le pidieron a su aliado, el emperador bizantino Teófilo, ingenieros para que les construyeran una capital fortificada. El emperador les envió a su jefe de ingenieros Petronas Kamateros y en recompensa por estos servicios, el gran kan jázaro cedió Quersoneso y otras dependencias de Crimea a Bizancio.
Los historiadores han sido incapaces de determinar por qué se construyó una fortaleza tan importante en el Don. Se asume normalmente que su construcción fue motivada por la aparición de una potencia regional fuerte que suponía una amenaza para los jázaros. Aleksandr Vasíliev y George Vernadsky entre otros, argumentan que Sarkel fue construida para defender el portaje vital entre el Don y el Volga del Janato del Rus, aunque esta unidad política parece que estaba situada varios cientos de millas al norte. Otra potencia naciente, los magiares, no eran demasiado peligrosos para los jázaros, ya que pagaban tributo al gran kan.

## Historia
La ciudad sirvió como un animado centro comercial, ya que controlaba el portaje entre el Don y el río Volga, el cual era usado por la gente de Rutenia para cruzar desde el mar Negro al Volga y de ahí al mar Caspio, la ruta era conocida como el "Camino Jázaro". La guarnición fortificada en Sarkel incluía mercenarios oğuz y pechenegos.
La fortaleza de Sarkel y la ciudad fueron capturados por el Rus de Kiev bajo el príncipe Sviatoslav I de Kiev en 965. La ciudad fue renombrada como Bélaya Vezha (eslavo para "Torre Blanca" o "Fortaleza Blanca") y colonizada por eslavos. Se conservó como eslava hasta el siglo XII, cuando el distrito fue tomado por los cumanos.
Mijaíl Artamónov excavó el lugar en la década de 1930. Fue la excavación más ambiciosa de un yacimiento jázaro jamás llevada a cabo. Entre muchos artículos del Rus y jázaros, Artamónov descubrió unas columnas bizantinas que se habían usado en la construcción de Sarkel. El yacimiento está sumergido bajo las aguas del embalse de Tsimliansk, así que no se pueden llevar a cabo nuevas excavaciones.